# Oshigata
Als Oshigata (jap. 押形, dt. „Druckform“) bezeichnet man in Japan die grafische 1:1-Wiedergabe eines traditionell gefertigten japanischen Schwerts (Nihonto) oder Teilen davon, insbesondere des Nakago (Schwertangel), auf Papier ähnlich dem brass rubbing.
Oshigata werden angefertigt, um die auf dem Nakago eingemeißelte Signatur des Schmieds, die Härtelinie (Hamon) sowie weitere Charakteristika auf der Oberfläche des Schwerts zu reproduzieren. Die Erfassung sämtlicher Charakteristika des Schwerts erfordert intensives Studium der Klinge sowie ein hohes Maß an Konzentration und Genauigkeit.
Ein sorgfältig angefertigtes Oshigata erlaubt anschließend eine genaue Klassifizierung und Zuordnung der Klinge. So ähneln sich zum Beispiel von Kōtetsu (虎徹) geschmiedete Klingen und jene von Hōjoji Masahiro (法城寺 正弘) – zwei Schwertschmiede aus der Shinto-Periode – sehr stark. Der wesentliche Unterschied zwischen den beiden Schwertschmieden besteht lediglich in der Art, wie sie auf der Klinge Ashi produzierten. Dieser Unterschied kann in einem sorgfältig angefertigten Oshigata kenntlich gemacht werden und zur Unterscheidung der Klingen beider Schmiede beitragen, was angesichts der hohen Wertschätzung von Kotetsu auch einen finanziellen Unterschied macht.

## Geschichte
Bereits vor dem japanischen Mittelalter verwendeten Schwertliebhaber und -polierer Oshigata, um die optischen Besonderheiten einer Klinge zu erfassen. Die genaue Technik bei der Erstellung von Oshigata wurde dabei von Lehrern an ihre jeweiligen Schüler weitergegeben.

## Herstellung
Zur Anfertigung von Oshigata benötigte Materialien:
- Sekkaboku (harte Tinte)  und Pinsel
- dünnes japanisches Papier
- Befestigungsklammern oder Gewichte (in Stoff gehüllt, um Kratzer auf der Klinge zu vermeiden)
- Weicher Blei- oder Kohlestift (um die Konturen besser nachzuzeichnen)